# Dinitrogênio
O diazoto, dinitrogénio (português europeu) ou dinitrogênio (português brasileiro) é um gás inerte (N2), não-metal, incolor, inodoro e insípido, que constitui cerca de 78% da composição do ar atmosférico, não participando da combustão e nem da respiração. Condensa a aproximadamente 77 K (-196 °C) e solidifica a aproximadamente 63 K (-210 °C).